# Chursdorf (Seelingstädt)

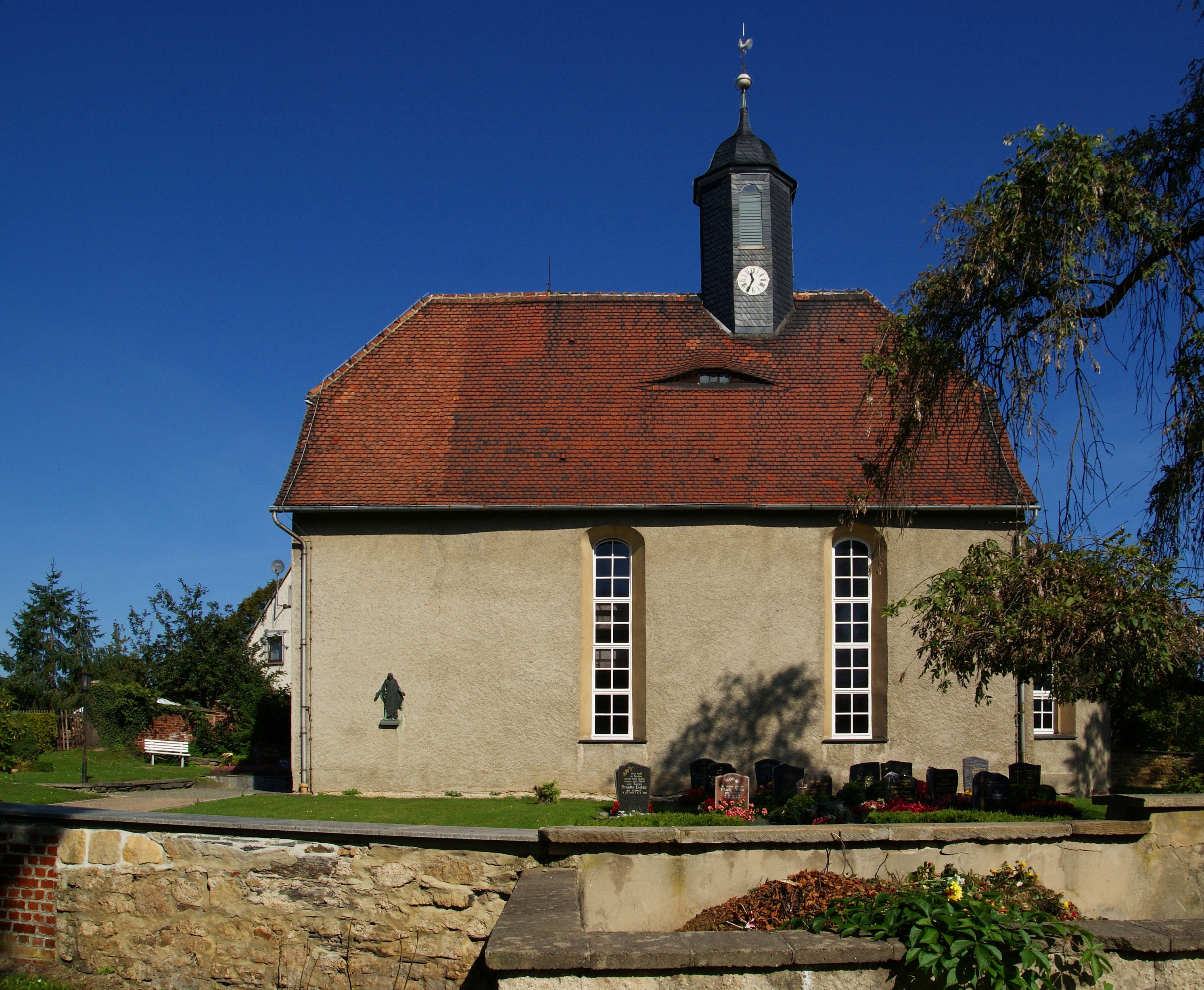
Dorfkirche

Chursdorf ist ein Ortsteil von Seelingstädt im Landkreis Greiz in Thüringen mit 350 Einwohnern.

## Lage
Chursdorf liegt im Osten des Landkreises Greiz, östlich von Seelingstädt an der Bundesstraße 175 in einem Ackerbaugebiet, das südlich von einem Wald begrenzt ist.

## Geschichte
1378 war die urkundliche Ersterwähnung von Chursdorf.
Mönche des Klosters Mildenfurth bereiteten die Besiedlung des Gebietes vor. Deshalb konnte man mit den übergebenen Rechten bereits 1430 die Christuskirche bauen. Die Rechtszugehörigkeit änderte sich oft, sogar die Stadt Werdau übte zeitweise diese Rechte aus. Auch die Fronbauern wurden zeitig erlöst. Im Ort gab es die notwendigen Handwerker, um die Landarbeit zu unterstützen.
Die Eisenbahn erschloss den Ort 1876 mit der Strecke Werdau–Weida. Der im Ort gelegene Haltepunkt wurde kurz nach der Eingemeindung nach Seelingstädt am 1. April 1939 in Seelingstädt (b Werdau) Hp umbenannt. Am 24. Mai 1998 wurde der Haltepunkt aufgelassen und die Strecke ein Jahr später stillgelegt.

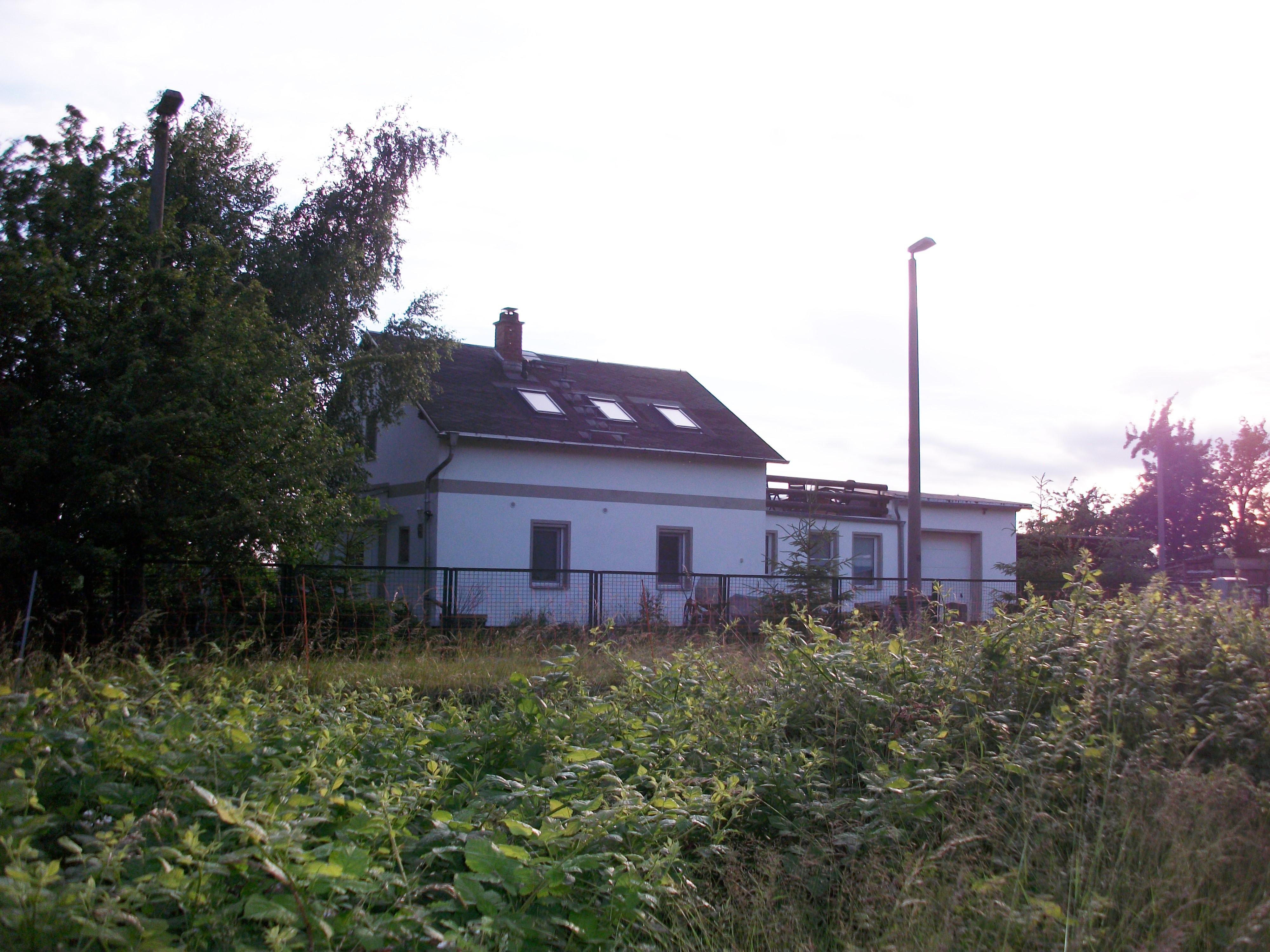
Haltepunkt Seelingstädt in Chursdorf (2016)
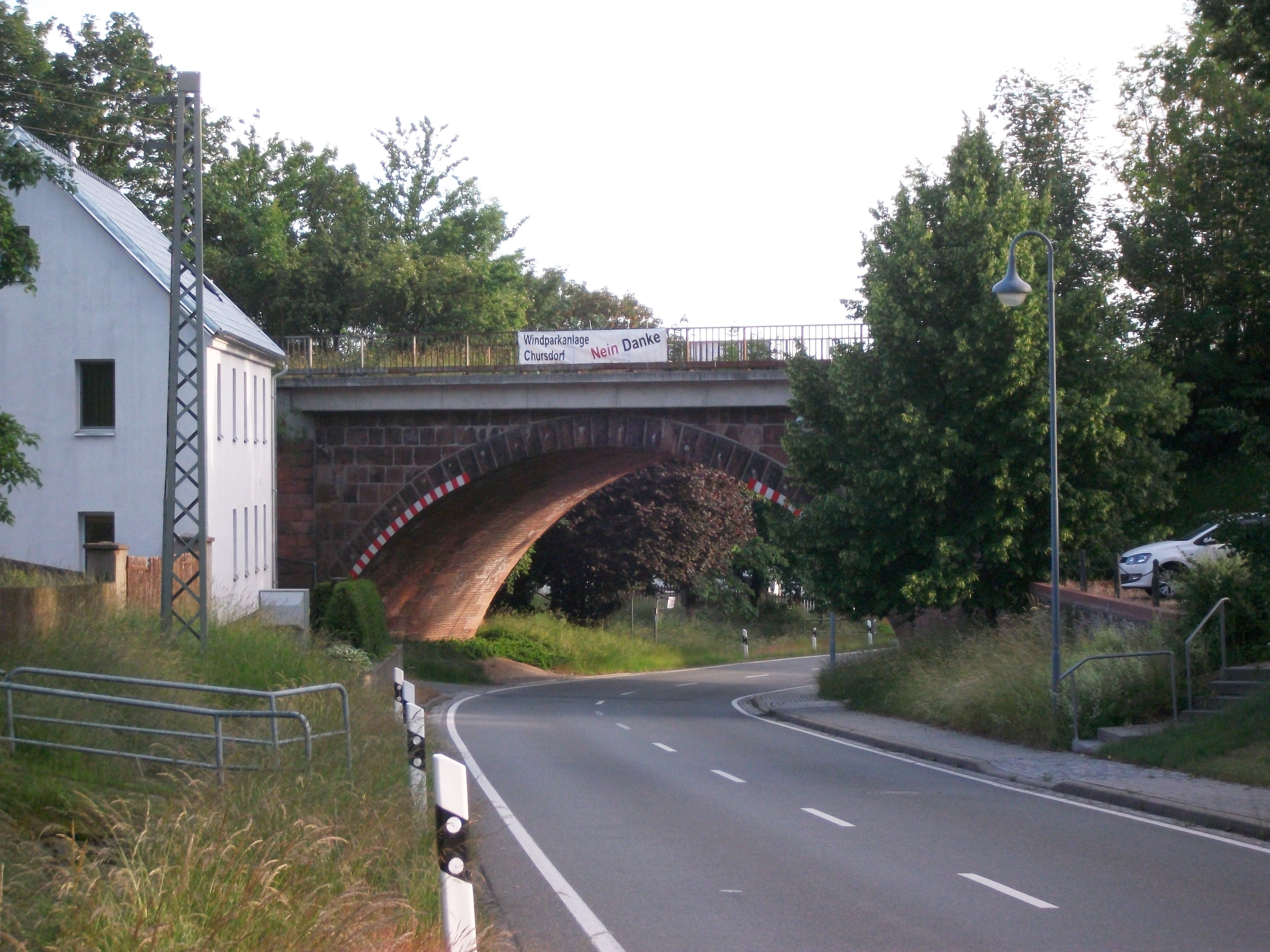
Chursdorf, Bahnviadukt (2016)